# Кріс Гіпкінс
Крістофер Джон Гіпкінс, також відомий як Чиппі (англ. Christopher John Hipkins; нар. 5 вересня 1978, Гатт-Веллі, Веллінгтон) — новозеландський політик, Прем'єр-міністр Нової Зеландії та лідер Лейбористської партії Нової Зеландії із січня по листопад 2023 року. Колишній міністр поліції (2022), міністр освіти, міністр державної служби та лідер Палати (2017—2022). Член парламенту від округу Ремутака з 2008 року. Став відомим під час пандемії COVID-19, під час якої обіймав посади міністра охорони здоров'я (липень-листопад 2020) та міністра з питань реагування на COVID-19 (листопад 2020 — червень 2022).

## Раннє життя та освіта
Народився у Гатт-Веллі, регіон Веллінгтон. Його мати Роузмарі Гіпкінс — головний науковий співробітник Ради з освітніх досліджень Нової Зеландії. Навчався в початковій школі Ватерлоо, середній школі Гатт і Меморіальному коледжі Гатт-Веллі (пізніше відомому як Коледж Петоне), де він був старостою 1996 року. Здобув ступінь бакалавра мистецтв за спеціальністю «політика та кримінологія» в Університеті Вікторії Веллінгтона. Був членом асоціації студентів цього університету, а також її президентом. Після закінчення університету працював у Industry Training Federation of New Zealand та Todd Energy, а також у парламенті старшим радником міністрів освіти Тревора Малларда й Стіва Мегері та в офісі прем'єр-міністра Гелен Кларк.

## Політична кар'єра

### У парламенті
Обраний представником від Лейбористської партії на загальних виборах 2008 року від надійного для лейбористів округу Рімутака (згодом перейменований на Ремутака), який до цього представляв Пол Свейн. Уперше обраний до парламенту з відривом у 753 голоси, і відтоді постійно переобирався з комфортним відривом. Був партійним речником у парламенті з питань державних служб, внутрішніх справ, спорту та рекреацій. Обіймав посади головного батога (2011—2013) та старшого батога лейбористів (2014—2017). Згодом був партійним речником із питань раннього дитинства й освіти (2013—2015) та освіти (2013—2015, 2015—2017). З листопада 2014 до жовтня 2017 року був тіньовим лідером Палати.

### В уряді
За результатами виборів 2017 року, після 9 років правління Національної партії, лейбористи повернулись в уряд; 26 жовтня 2017 року Гіпкінс став міністром освіти та міністром із державних служб, а також обійняв посаду лідера Палати, у коаліційному кабінеті Джасінди Ардерн, утвореному лейбористами та партією «Нова Зеландія передусім».
Після того як Девід Кларк подав у відставку з посади міністра охорони здоров'я на тлі спалаху коронавірусу, Гіпкінс обійняв його посаду 2 липня 2020 та перебував на ній до виборів у жовтні цього ж року.
У листопаді 2020 року, після виборів, на яких лейбористи здобули 50 % голосів, ставши першою за десятиліття партією, що змогла керувати самостійно, Гіпкінса було звільнено з посади міністра охорони здоров'я та призначено міністром із питань реагування на COVID-19, а також міністром із державних служб. Водночас він залишився міністром освіти.
Під час перестановок в уряді Ардерн у червні 2022 року на посаді міністра з питань реагування на COVID-19 його змінила Айша Верралл, а сам Гіпкінс змінив на посаді міністра поліції Пото Вільямса.

## Прем'єр-міністр
На пресконференції 19 січня 2023 року Джасінда Ардерн оголосила про рішення піти у відставку з посади прем'єр-міністра після шести років на цьому посту, заявивши, що в неї більше немає достатньо сил для керівництва країною. Також вона зазначила, що піде з посади прем'єр-міністра до 7 лютого, але лишатиметься членом парламенту до виборів, що відбудуться 14 жовтня цього ж року.
21 січня Гіпкінс став єдиним кандидатом на посаду лідера Лейбористської партії Нової Зеландії та наступного прем'єр-міністра країни.
22 січня на партійних зборах одноголосно затверджений лідером Лейбористської партії Нової Зеландії та наступним прем'єр-міністром. Генерал-губернатор Нової Зеландії Сінді Кіро привела його до присяги як 41-го прем'єр-міністра 25 січня. Заступницею прем'єр-міністра стала Кермел Сепулоні, перша людина тихоокеанського острівного походження на цій посаді.
Очікується, що Гіпкінс очолить лейбористів під час загальних виборів 2023 року.

## Приватне життя
2020 року одружився в офіційній резиденції прем'єр-міністра Premier House з дозволу прем'єрки Ардерн. Його дружком був міністр фінансів Ґрант Робертсон. На першій пресконференції на посаді лідера лейбористів оголосив, що розлучився із дружиною Джейд 2022 року, та попросив ЗМІ про приватність для його дітей — шестирічного сина та чотирирічної доньки.